# 165 Лорелей
165 Лорелей (165 Loreley) — астероїд головного поясу, відкритий 9 серпня 1876 року.
Тіссеранів параметр щодо Юпітера — 3,180.